# Juan Gelman

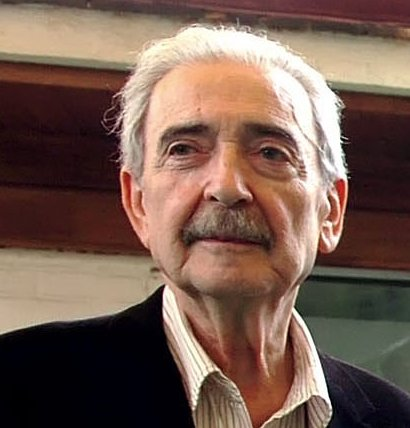
Juan Gelman

Juan Gelman, född 3 maj 1930 i Buenos Aires, död 14 januari 2014 i Mexico City, var en argentinsk poet. Hans debutverk Violín y otros cuestiones gavs ut 1956. Han fick 2007 motta Cervantespriset.
Efter militärkuppen i Argentina 1976 levde Gelman under tolv år i exil i Europa. Hans son och dennes gravida hustru kidnappades och mördades av militärjuntan. Gelman bodde under senare tid i Mexiko.